# Рашно, Сепиде
Сепиде Рашно (перс. سپیده رشنو‎; род. 21 октября 1994, Хорремабад) — иранская писательница, заключённая в тюрьму за протест против установленных государством правил ношения хиджаба. В июле 2022 года она поссорилась из-за этих правил с другой женщиной в общественном автобусе, видео этой ссоры стало вирусным в социальных сетях.

## История
Сепиде Рашно была арестована 16 июля 2022 года после того, как видео ссоры в автобусе между ней и другой женщиной стало вирусным. Ссора произошла между Райех Рабии, женщиной, которая пыталась публично обеспечить соблюдение политики иранского правительства по обязательному ношению хиджаба, и Рашно, которая, по словам Рабии, не надела хиджаб «должным образом». Сообщается также, что во время ссоры на Рашно напали.
Позже, в июле 2022 года, государственный телеканал IRIB показал видео с признаниями Рашно, которое, как сообщается, было записано под давлением. Также сообщалось, что за несколько дней до записи признания она находилась в больнице Тегерана из-за внутреннего кровотечения, возможно, из-за пыток.
Рашно была освобождена из тюрьмы Эвин 30 августа 2022 года, предоставив в качестве залога 8 000 000 000 IRR (приблизительно 29 000 долларов США).

## Награды
В ноябре 2023 года Рашно была включена в список 100 женщин Би-би-си.